# Agriogomphus tumens
Agriogomphus tumens – gatunek ważki z rodziny gadziogłówkowatych (Gomphidae). Występuje na terenie Ameryki Środkowej.